# Badajoz (provincie)
Badajoz is een provincie van Spanje en maakt deel uit van de regio Extremadura. De provincie heeft een oppervlakte van 21 714 km². De provincie telde 692.137 inwoners in 2010 verdeeld over 164 gemeenten.
Hoofdstad van Badajoz is Badajoz. In de provincie ligt ook de hoofdstad van de regio Extremadura, Mérida.

## Bestuurlijke indeling
De provincie Badajoz bestaat uit 11 comarca's die op hun beurt uit gemeenten bestaan. De comarca's van Badajoz zijn:
- Campiña Sur
- La Serena
- La Siberia
- Llanos de Olivenza
- Sierra Suroeste
- Tentudía
- Tierra de Badajoz
- Tierra de Barros
- Tierra de Mérida - Vegas Bajas
- Vegas Altas
- Zafra - Río Bodión

Zie voor de gemeenten in Badajoz de lijst van gemeenten in provincie Badajoz.

## Demografische ontwikkeling
Bron: INE
Opm: Bevolkingscijfers in duizendtallen
Badajoz · Cáceres